# David Prudhomme
Pour les articles homonymes, voir Prudhomme et Prud'homme.
David Prudhomme, né à Tours le 4 octobre 1969, est un auteur de bande dessinée français.
Il vit et travaille à Bordeaux.

## Biographie
Né à Tours le 4 octobre 1969, David Prudhomme grandit à Paris puis à Nice, avant d'arriver à Châteauroux quand il a 9 ans. Il dessine beaucoup, et prend des cours de dessin à l’ABéDéCé à Bourges vers 1978.
Après un bac C en 1987, deux ans d'études de pharmacie à Tours puis de biologie à Limoges, il étudie la bande dessinée à l'École de l'Image à Angoulême.
De 1992 à 2004, alors qu'il est encore étudiant, il dessine la série Ninon secrète sur un scénario de Patrick Cothias. Ces six tomes s'insèrent dans la série Les Sept Vies de l'Épervier.
En parallèle, il collabore avec Pascal Rabaté sur Jacques a dit (1998) et Le jeu du foulard (1999).
Il travaille sur des one-shots, comme Port Nawak sur un scénario de Jean-François Hautot (1999).
Il dessine La Tour des Miracles, adapté du roman de Georges Brassens par Étienne Davodeau en 2003.
Il retrouve Pascal Rabaté pour La Marie en Plastique (2006-2007), Essentiel du Festival d'Angoulême 2008,.
En 2006 il adapte La Farce de Maître Pathelin en bande dessinée. La même année il illustre J'entr'oubliay de François Villon.
En 2009 paraît Rebetiko (Futuropolis), son premier ouvrage en tant que dessinateur et scénariste. Après avoir découvert par hasard un ouvrage consacré au rebetiko, le « blues grec », il se passionne pour le genre et y consacre ce livre, dans lequel il raconte l'errance de cinq personnages au cours d'une nuit d'ivresse. L'album est « Coup de Cœur » au festival Quai des Bulles et Prix regards sur le monde au Festival d'Angoulême 2010. Il est également meilleure bande dessinée de l'année pour le magazine Lire.
En 2012 paraît La Traversée du Louvre, coédité par Futuropolis et le Musée du Louvre, dans lequel Prudhomme imagine une déambulation dans les salles du Louvre, dans laquelle il s'intéresse autant aux œuvres qu'aux visiteurs. L'album est Prix de la ville de Genève pour la bande dessinée, catégorie International, ainsi que Prix Nouvelle République,.
En 2016, il crée à La Ferme du Buisson avec Philippe Dupuy Animal Moderne, une performance dessinée au cours de laquelle les deux artistes mêlent en direct leurs dessins.
Du bruit dans le ciel, paru en 2021, évoque la cité de Grangeroux, aux environs de Châteauroux, située entre une ancienne base américaine de l'OTAN et un hub chinois désertique, où vivent ses parents,. Il y mêle autobiographie et « examen quasi sociologique de son environnement d’origine », racontant l'évolution de la France dite périphérique. L'album reçoit le Grand prix RTL de la bande dessinée pour Du bruit dans le ciel. 

## Récompenses
- 2004 : Lauréat du Prix de l'école de l'image, Angoulême[réf. souhaitée]
- 2008 : Prix Essentiel pour La Marie en plastique, Festival d'Angoulême 2008
- 2009 : Prix « Coup de Cœur » pour Rébétiko, festival Quai des Bulles de Saint-Malo[5]
- 2010 :  Prix regards sur le monde pour Rébétiko, festival international de la bande dessinée d'Angoulême[1]
- 2010 : Prix de la meilleure BD adaptable au cinéma et à la télévision pour Rébétiko, au Forum International Cinéma et Littérature de Monaco
- 2011 : Prix Best Foreign edition du festival Comicdom d'Athènes[1]
- 2012 : Prix de la ville de Genève pour la bande dessinée, catégorie International, pour La Traversée du Louvre[4]
- 2012 : Prix Nouvelle République pour La Traversée du Louvre[10]
- 2021 : Grand prix RTL de la bande dessinée pour Du bruit dans le ciel[9]
- 2021 : Prix Nouvelle République pour Du bruit dans le ciel[10]

## Publications

### Albums
- Ninon secrète, scénario de Patrick Cothias, Glénat

1. Duels, 1992
2. Mascarades, 1994
3. Amourettes, 1996
4. Escarmouches, 1997
5. Carnages, 2000
6. Décisions, 2004

- Port Nawak, scénario Jean-François Hautot, (Vents d'Ouest, 1999[11]. Réédité par  Les Rêveurs en 2012)
- L'Oisiveraie, Le Rideau d'Arbres

1. Tome 1, 2002
2. Tome 2, 2005

- La Tour des Miracles, adaptation du roman éponyme écrit par Georges Brassens, scénario Étienne Davodeau, Delcourt, 2003
- La Farce de Maître Pathelin, libre adaptation de la pièce médiévale, l'An 2, 2006
- La Marie en plastique, scénario Pascal Rabaté, Futuropolis, série parue en intégrale en 2007

1. Tome 1, 2006
2. Tome 2, 2007 - Sélection officielle Festival d'Angoulême 2008

- Rébétiko (la mauvaise herbe), Futuropolis, 2009
- La Traversée du Louvre, Futuropolis/Louvre Éditions, 2012[12]
- Vive la marée !, avec Pascal Rabaté, Futuropolis, 2015 - Sélection officielle du Festival d'Angoulême 2016[12]
- Mort & vif, avec Jef Hautot, Futuropolis, 2017
- Sumographie[13] (dessin et couleurs), co-scénarisé avec Sonia Déchamps, éd. Soleil, coll. Noctambule, 2019  (ISBN 978-2-302-07901-4)
- L'Oisiveraie, L'Association, 2019 - Sélection officielle Festival d'Angoulême 2020
- Du bruit dans le ciel, Futuropolis, 2021 - Sélection officielle du Festival d'Angoulême 2022[12]
- Les Représentants (dessin collectif, avec Alfred, Anne Simon, et Sébastien Vassant), scénario Vincent Farasse, Virages Graphiques, 2022[14]
- Rébétissa (L’antidote), Futuropolis, 2024[12]

### Récits courts
- Jacques a dit, scénario de Pascal Rabaté, Charrette, 1998
- Amsterdam, chanson de Jacques Brel, Vents d'Ouest, 1998
- Le Jeu du Foulard, scénario de Pascal Rabaté, Charrette, 1999
- Don Quichotte, scénario de Yohan Radomski, Je bouquine, 1999
- Le Tango des Joyeux Bouchers, chanson de Boris Vian, Vents d'Ouest, 2000
- La Porte d'entrée, in Japon (collectif), Casterman, 2005
- Rupestres !, collectif, avec Étienne Davodeau, Marc-Antoine Mathieu, Troub's, Emmanuel Guibert et Pascal Rabaté, Futuropolis, 2011

### Illustrations
- Voyage aux pays des Serbes, texte de Christophe Dabitch, Autrement, 2003.
- Les Assis, recueil de dessins, l'An 2, 2004.
- J'entr'oubliay, poésie de François Villon, Alain Beaulet éditeur, 2006.